# Compañía de los ferrocarriles de Tarragona a Barcelona y Francia
La Compañía de los Ferrocarriles de Tarragona a Barcelona y Francia (TBF) était une compagnie ferroviaire espagnole.
Elle est née en décembre 1875 de la fusion des sociétés Compañía de los Caminos de Hierro de Barcelona a Francia por Figueras (BFF) et de la Compañía del Ferrocarril de Tarragona a Martorell y Barcelona (TMB). C'était la compagnie qui reliait Barcelone à la frontière française par le chemin de fer. En 1889, TBF et la Compañía de los ferrocarriles de Madrid a Zaragoza y Alicante (MZA) fusionnèrent en conservant le nom de cette dernière par accord préalable. Même dans ce cas, TBF a maintenu une certaine indépendance (incluse dans sa propre exploitation) et a été renommé en Red catalana de la MZA. En 1925 commença le processus d'union définitive qui ne se déroula qu'en 1936.

## Histoire

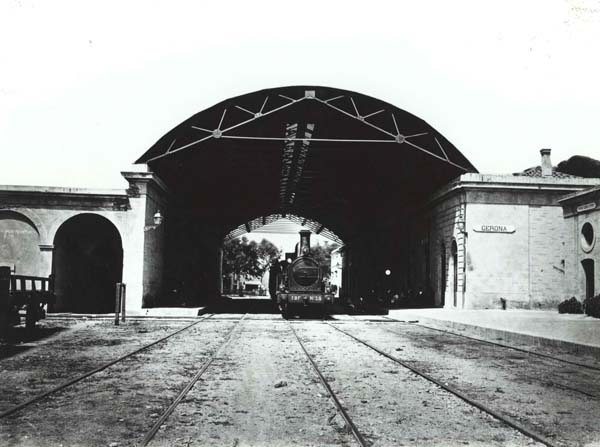
Gare de Gérone

La société est née le 10 décembre 1875 de la fusion des Compañía de los Caminos de Hierro de Barcelona a Francia por Figueras (BFF) et de la Compañía del Ferrocarril de Tarragona a Martorell y Barcelona (TMB). BFF avait la concession pour la construction d'une ligne de chemin de fer jusqu'en France mais ne pouvait pas l'exécuter en raison de problèmes économiques et la vendit. La fusion était très ambitieuse car elle envisageait de récupérer cette concession et de poursuivre les travaux. En outre, la nouvelle société a commencé à travailler pour unir les réseaux des deux anciennes.
En deux ans, la compagnie avait fait de grands progrès dans les travaux du chemin de fer vers la France. Ainsi, le 17 décembre 1877, l’arrivée du train à Figueras fut célébrée.

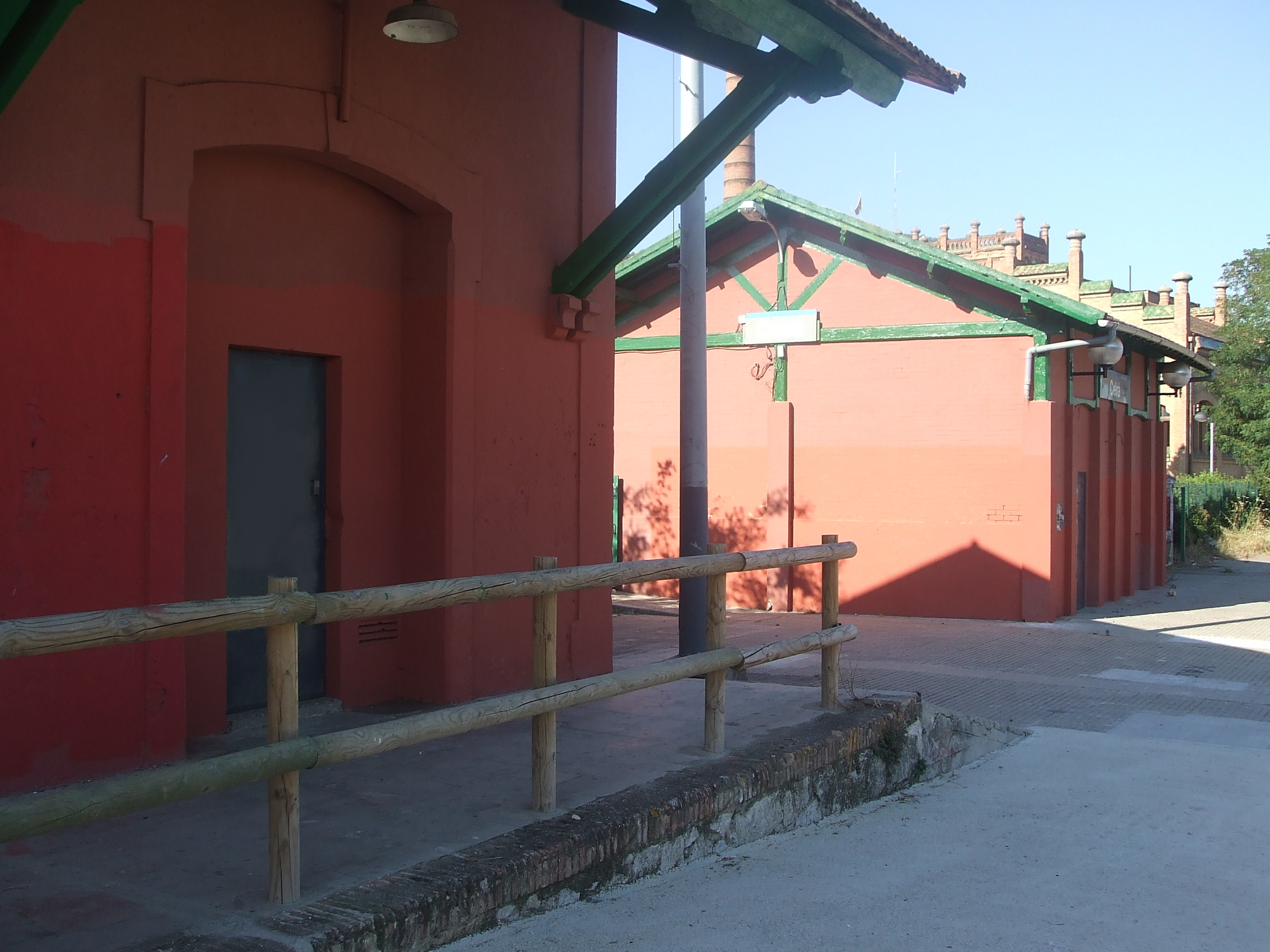
Gare de Celrà, actuellement, la gare construite en 1877 par la société est toujours conservée.

Finalement, un mois plus tard, le 20 janvier 1878, la section fut ouverte jusqu'à Portbou créant une connexion internationale avec la France.
Malgré le succès de la connexion internationale, la société avait toujours sur la table la question controversée de l'union de la ligne de Gérone (avec comme terminus, la gare de Barcelone-França) avec la ligne de Martorell (avec comme terminus, la gare de Riera d'en Malla  situé sur la Rambla de Catalogne, à la limite de la rue de l'Université) à Barcelone. Après un grand débat sur le lieu de raccordement, il a été décidé de construire ce bâtiment à moitié enterré dans la rue d’Aragon. C'est ainsi que la gare de Riera d'en Malla a été abandonnée et démolie en 1884.
En 1886, la Compañía de los Ferrocarriles Directos de Madrid y Zaragoza a Barcelona qui avait la concession du chemin de fer direct entre Madrid et Barcelone, mais ne pouvait pas l'exécuter en raison de problèmes économiques, a été absorbé par la TBF.
Un an plus tard, en 1887, elle absorba la Compañía del Ferrocarril de Valls a Vilanova y Barcelona (VVB). Logiquement, la compagnie entama immédiatement les travaux d'intégration de toutes ses lignes.
Ainsi, le 24 avril 1887, la gare de Sant Vicenç de Calders est inaugurée, reliant les lignes Barcelone - Martorell - Tarragone (ex-TMB) et Barcelone - Vilanova - Valls (ex-VVB) . Le 15 juillet 1887, la liaison entre El Prat de Llobregat et La Bordeta est inaugurée.
Vers la fin de 1889, des négociations ont été entamées avec la Compañía de los Caminos de Hierro del Norte de España. Ces négociations n’ont pas abouti car le principal concurrent, MZA, a fait une meilleure offre. L'accord de fusion avec MZA est signé le 2 juin 1891. La nouvelle société né de la fusion des précédentes s'appellera MZA et deviendra effective en 1899.
Le 15 juillet 1894, la ligne directe entre Barcelone et Saragosse est inaugurée. Cette ligne avait une configuration plus lisse et plus courte que celle existant jusque-là. Pour ce faire, il a fallu percer plusieurs tunnels, parmi lesquels se distingue le célèbre tunnel d'Argentera (qui était alors le plus long du réseau ferroviaire). Les travaux ont été réalisés sous la direction de l'ingénieur Eduard Maristany.
Le 1er janvier 1898, elle fusionna avec MZA. Cependant, la TBF a conservé une certaine indépendance, incluant sa propre exploitation, et a été renommée en Red catalana de la MZA. En 1925 commença le processus d'union définitive qui fut complètement achevé en 1936.

## Chronologie

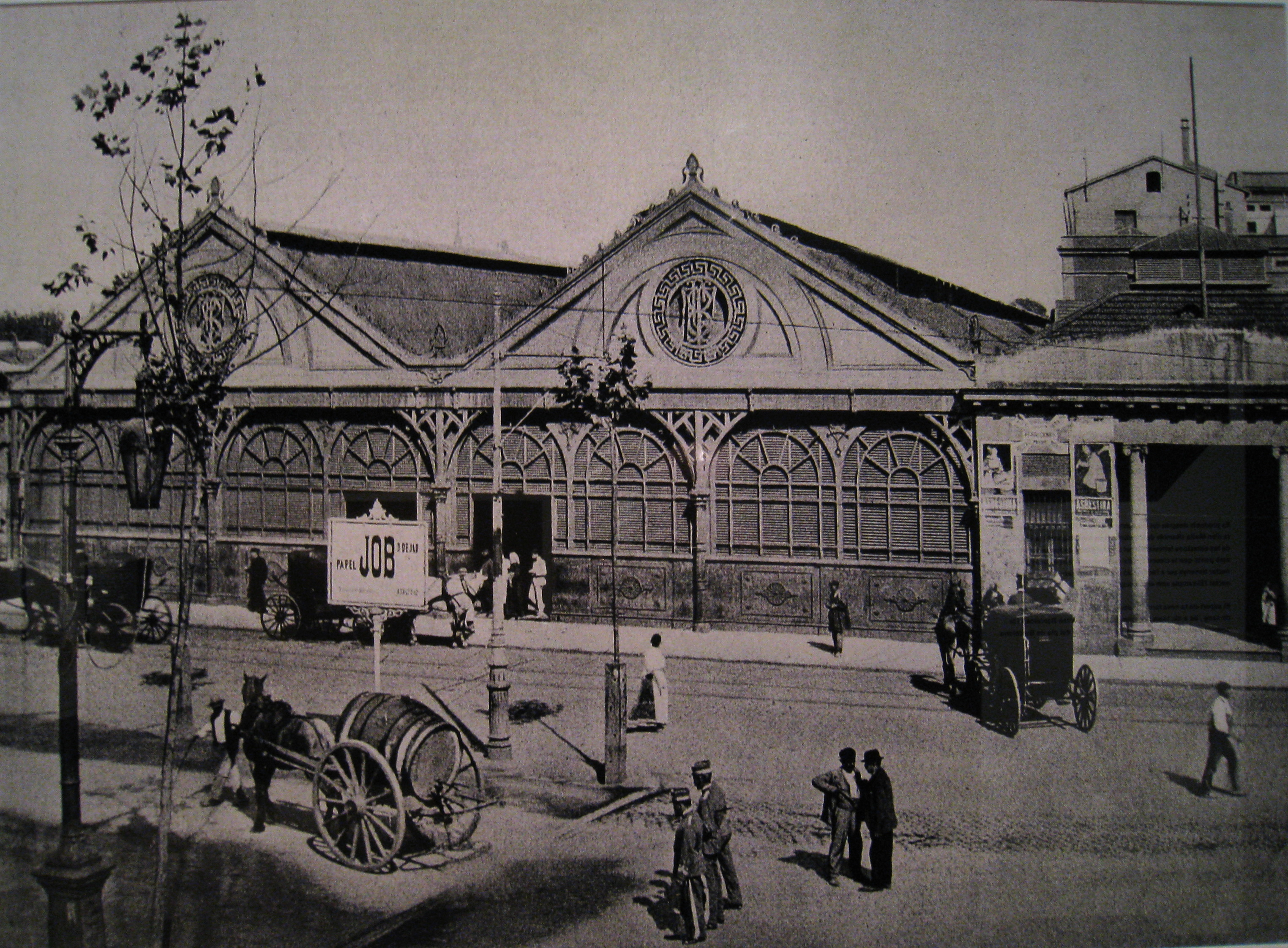
La gare de Barcelone-França quand elle appartenait à la compagnie. Avant l'actuelle construit par MZA.

- Le 10 décembre 1875, la compagnie a été fondée.
- Le 17 décembre 1877, le chemin de fer arrive à Figueras.
- Le 20 janvier 1878, le chemin de fer est inauguré jusqu'en France.
- Le 25 octobre 1882, la tranchée de la rue d'Aragon à Barcelone est inaugurée.
- En 1886, elle absorba la Compañía de los Ferrocarriles Directos de Madrid y Zaragoza a Barcelona.
- En 1887, la Compañía del Ferrocarril de Valls a Vilanueva y Barcelona s'intègre à la TBF.
- Le 24 avril 1887, l'union des lignes est inaugurée en gare de Sant Vicenç de Calders.
- Le 15 juillet 1887, la liaison entre El Prat de Llobregat et La Bordeta est inaugurée.
- Le 2 juin 1891, l'accord de fusion est signé avec la Compañía de los ferrocarriles de Madrid a Zaragoza y Alicante (MZA), qui conservera son nom.
- Le 15 juillet 1894, la ligne directe entre Barcelone et Saragosse est inaugurée.
- Le 1er janvier 1898, la TBF fusionna avec la MZA et se renomma en Red catalana de la MZA.

## Lignes exploitées
| Ligne                                 | Écartement de voie | Année d’acquisition | Compagnie iniciale                                                                               | Inauguration                                               |
| Barcelone-Granollers-Empalme          | 1 671 mm           | 10 décembre 1875    | Caminos de Hierro de Barcelona a Granollers puis Caminos de Hierro de Barcelona a Gerona         | 22 juillet 1854, 26 août 1861                              |
| Barcelone-Mataró-Empalme              | 1 671 mm           | 10 décembre 1875    | Compañía del Camino de Hierro de Barcelona a Mataró puis Caminos de Hierro de Barcelona a Gerona | 1848                                                       |
| Empalme-Gérone                        | 1 671 mm           | 10 décembre 1875    | Caminos de Hierro de Barcelona a Gerona                                                          | 26 janvier 1862                                            |
| Gérone-Portbou                        | 1 671 mm           |                     | TBF (Const. Propia)                                                                              | 20 janvier 1878                                            |
| Barcelone-Martorell-Tarragone         | 1 671 mm           | 10 décembre 1875    | Compañía del Ferrocarril de Tarragona a Martorell y Barcelona                                    |                                                            |
| Roda de Berà-Reus-Caspe               | 1 671 mm           | 1886                | Compañía de los Ferrocarriles Directos de Madrid y Zaragoza a Barcelona et TBF (Const. Propia).  | De Roda à Reus en 1884, de Reus à Caspe le 15 juillet 1894 |
| Valls-Villanova i la Geltrú-Barcelone | 1 671 mm           | 1887                | Compañía del Ferrocarril de Valls a Villanueva y Barcelona                                       |                                                            |
| Mollet del Vallès-Caldes de Montbui   | 1 671 mm           |                     |                                                                                                  | 1880                                                       |

## Résultats de la compagnie
|                                | 1878          | 1879          | 1880          | 1881          | 1882          |
| Kilomètres de lignes exploités | 347 km        | 347 km        | 347 km        | 347 km        | 347 km        |
| Revenues                       | 36 134 773,49 | 40 605 724,85 | 48 468 702,00 | 51 006 107,51 | 54 757 950,66 |
| Dépenses                       | 18 308 775,17 | 18 925 836,65 | 22 164 646,23 | 22 702 321,78 | 23 766 295,51 |
| Bénéfices                      | 17 825 998,32 | 21 679 838,20 | 26 204 055,77 | 28 303 785,73 | 30 991 655,15 |
| Voyageurs                      | 2 500 202     | 2 576 084     | 2 774 730     | 3 029 388     | 3 018 366     |
| Marchandises (en tonne)        | 393 996       | 475 300       | 673 367       | 749 123       | 838 064       |